# Supercopa Argentina 2019
La Supercopa Argentina 2019 è stata la 8ª edizione della Supercopa Argentina.
Si è tenuta in gara unica all’Stadio Unico Madre de Ciudades di Santiago del Estero il 4 marzo 2021 e ha visto contrapposti i campioni argentini del 2019 del Racing Club contro i vincitori della Coppa d'Argentina 2018-19 del River Plate.

## Tabellino
| Arbitro: | Dario Herrera |

|  |           |                                                                    |
|  | Marcatori | 31’ Borré 69’ Álvarez 70’ De La Cruz 70’ (aut.) Miranda 81’ Suárez |

| Racing Club | River Plate |